# Houlagou Khan
Houlagou Khan (mongol : ᠬᠤᠯᠠᠭᠤ

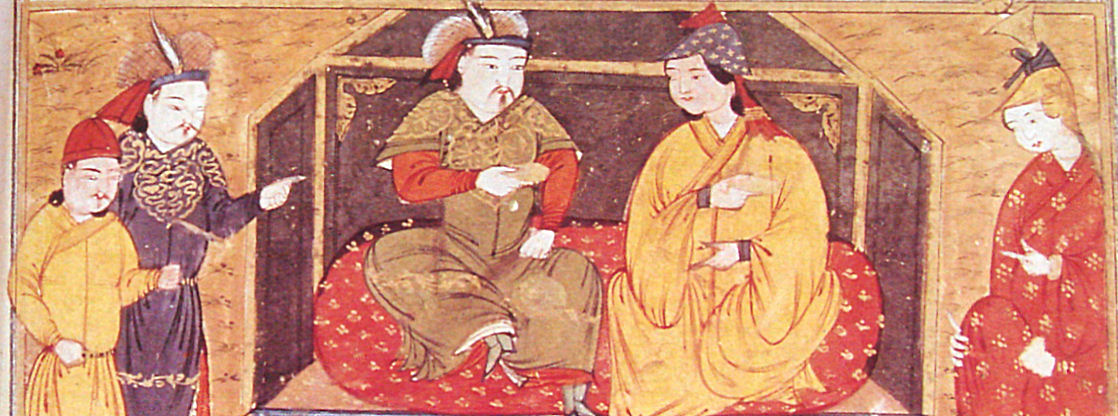
Houlagou Khan et sa femme Doqouz Khatoun, miniature du XIVe siècle tirée de l'Histoire du Monde, de Rashid al-Din.

ᠬᠠᠨ, VPMC : Hülegü qan, cyrillique : Хулагу, MNS : Khulagu, qui a comme racine le mot qui signifie « surplus » en mongol médiéval), né vers 1217 en Mongolie, mort le 8 février 1265 à Maragha (Iran), petit-fils de Gengis Khan et frère de Kubilai Khan, est un chef militaire et politique mongol, fondateur de la dynastie mongole des « Ilkhanides » (aussi appelés « Houlagouïdes » ou plus rarement « Houlagides »), qui gouverne la Perse et l'Irak du XIIIe siècle au XIVe siècle, jusqu'à l'avènement de la dynastie jalâyiride, dont le pouvoir s'affirme à la mort d'Abu Saïd en 1336.
Fils de Tolui et de la princesse keraïte (une tribu turco-mongole) Sorghaghtani Beki, il était le frère d'Ariq Böke, de Möngke Khan et de Kubilai Khan, autres prestigieux conquérants et chefs mongols ayant participé à l'expansion fulgurante du grand khanat mongol au XIIIe siècle.
La carrière politique et militaire d'Houlagou est marquée par la considérable expansion de la partie sud-ouest de l'Empire mongol. Grâce à ses victoires militaires, il fonda l'Ilkhanat de Perse et d'Irak. Sous son commandement, les Mongols firent le siège et détruisent Bagdad, mettant fin à l'âge d'or islamique, et à la dynastie califale des abbassides. Les troupes du khan affaiblissent aussi fortement la capitale de la province de Syrie, Damas. Ces conquêtes au Moyen Orient provoquent un rapide déplacement des centres du pouvoir islamique vers le sultanat mamelouk du Caire qui survit à cette expansion militaire et qui accueille les derniers survivants de la famille abbasside après 1258.
Souverain lettré et cultivé, versé en philosophie et en sciences, on sait de lui qu'il avait des correspondances plus ou moins régulières avec le royaume de Castille d'Alphonse X. De ces contact il a peut-être résulté de significatifs échanges de connaissances mathématiques entre monde turco-mongol et monde européen, via la ville d'où Houlagou exerça le pouvoir à la fin de sa vie, Maragha, dans l'Iran actuel.

## Biographie

### Origines familiales: un descendant de Gengis Khan
Houlagou est le fils de Tolui, quatrième fils de Gengis Khan et de son épouse principale Börte. Sa mère est Sorgaqtani, une Mongole de la tribu des Kéraït, de religion chrétienne nestorienne. On ne sait pas grand-chose de l'enfance de Houlagou, si ce n'est une anecdote rapportée dans le Jami' al-Tawarikh, ouvrage historique iranien de Rashid al-Din datant du début du XIVe siècle, composé sous le règne de l'il-khan mongol Ghazan. On présume cependant qu'Houlagou aurait rencontré son grand-père, Genghis Khan avec son frère Kubilai, en 1224, alors qu'il n'a que sept ans.

### Vice-roi d'Iran sous Möngke
En 1251, Möngke, son grand frère, devient le quatrième grand khan de l'Empire mongol, succédant à Güyük (autre petit-fils de Gengis Khan, via un autre de ses fils, Ögedeï), à la suite de la réunion du Qurultay. À la suite de son élection, il confère à Houlagou le titre de vice-royauté d'Iran. Houlagou a alors 34 ans. En 1260, lorsque Kubilai Khan succède à Möngke, le titre d'Houlagou lui est confirmé et maintenu.

### La conquête de l'Irak et de la Syrie (1255-1260)

#### Arrivée au Moyen Orient et préparatifs
L'ombre des Mongols pèse sur le Moyen Orient depuis plusieurs décennies, notamment après leur invasion de la Géorgie (1220) et au moment du traité de Jaffa (1229). Leur menace est alors superficielle et représente une variable d'ajustement dans les relations entre souverains chrétiens et dynastes islamiques locaux, qui se livrent à une lutte pour le pouvoir entre les entités concurrentes de la région (Damas, Le Caire, et Bagdad).
En 1255, la menace mongole prend une tout autre dimension : Houlagou est chargé par Möngke, arrivé au pouvoir suprême des Mongols en 1251 d'établir « les coutumes (rusum va yusum) et la loi (yasa) » des Mongols de l'Oxus à l'Égypte, ce qui implique notamment : l'assujettissement des Lors, un peuple du sud de l'Iran ; la destruction de la secte des Nizârites (dits « Haschichim », « Assassins ») ; la destruction du califat des Abbassides à Bagdad, c'est-à-dire le cœur du monde musulman de cette époque.
Houlagou se met alors en tête d'une des plus vastes armées mongoles jamais rassemblées, composée d'environ 20% de toutes les formes armées mongoles alors disponibles, passe par Almaligh et Samarcande et atteint rapidement la Transoxiane. Il atteint l'Oxus le 2 janvier 1256. En signe de soumission, son arrivée est marquée par un déploiement de courriers diplomatiques et de réceptions protocolaires, qui voient le chef mongol être complimenté par les représentants des nouveaux vassaux, Chems ed-Dîn Kert, mélik de Hérât et le Salghouride Aboû Bekr, atâbeg du Fârs, ainsi que les deux Seldjoukides d'Asie Mineure, Kai-Kâwous II et Qilidj Arslân IV.
Renforcé par cet épisode diplomatique permettant de s'assurer de la fidélité des subsides irano-turcs affiliés à l'armée mongole, il engage sa campagne militaire à proprement parler. Il a comme premier objectif, fixé par Möngke, d'attaquer les Nizârites (ou Assassins) dans leur fief, à Mâzandérân, Meïmoûndiz et Alamut. Leur grand maître, Rukn ad-Dîn Khurshâh, capitule le 19 novembre 1256. Il l'envoie à Möngke, mais ce prisonnier meurt en chemin. Les défenseurs d'Alamut se rendent le 20 décembre (mais Houlagou échoue à faire disparaître effectivement la secte qui se réfugie à Masyaf jusqu'en 1273).

#### Prise de Bagdad (1258)
Houlagou projette ensuite ses ambitions sur Bagdad, capitale du califat abbasside depuis le VIIIe s. ; on ne sait si la prise de Bagdad constituait un projet de longue date dans le plan d'Houlagou, quoi qu'il en soit, le chef mongol prend prétexte du refus du calife Al-Musta'sim de lui envoyer des troupes pour l'attaquer. Houlagou s'était installé dans les environs de Bagdad à partir de novembre 1257, assisté notamment par le commandant chinois Guo Khan (en). Selon le chroniqueur iranien Ata al-Mulk Juvayni, l'armée d'Houlagou bénéficiait du renfort de plus de 1 000 artilleurs chinois, ainsi que des Arméniens, des Géorgiens, des Turcs et des Perses.
Après de nombreux pourparlers et l'échec de la diplomatie entre le calife Al Musta'sim et Houlagou, ce dernier lui adresse alors un message en forme d'ultimatum et de menace à son homologue, annonçant son intention de détruire de fond en comble la ville si le calife ne se pliait pas à ses intentions.
Les hostilités se déroulent d'abord dans les environs de la ville et plusieurs escarmouches se soldent par des réussites partielles des abbassides. Grâce aux travaux de comblement des canaux d'irrigation et de circulation de la région, les Mongols réussissent cependant à encercler et détruire une grande partie de l'armée abbasside en l'espace d'une seule journée de combats. Au même moment, l'artilleur Guo Khan initie de vaste travaux de castramétation pour assiéger la ville.
Le siège proprement dit commença le 29 janvier 1258. Dès le 5 février, les Mongols réussirent à ouvrir une brèche dans le mur. Des pourparlers initiés par Al-Musta'sim furent rejetés par les Mongols. La ville est prise lors de la bataille du 10 février 1258. Au milieu des fureurs de la prise d'assaut, le vainqueur ordonne que plusieurs catégories d'habitants soient épargnées, comme les gens instruits et les chrétiens (à la demande de son épouse Doqouz Khatoun), mais au moins 250 000 personnes auraient été massacrées selon les estimations modernes (les sources médiévales indiquent quant à elles 800 000).
La grande bibliothèque de Bagdad contenant d'innombrables ouvrages historiques traitant de médecine et d'astronomie fut entièrement détruite. Les Mongols détruisirent également les mosquées, les palais, les autres bibliothèques ainsi que de nombreux édifices publics.
La population civile tenta d'échapper à l'armée mongole, mais interceptés, près de 90 000 civils fuyards furent massacrés,. Le calife fut capturé et forcé d'assister aux scènes de massacres et de tortures subies par son peuple. Houlagou tua le calife en le mettant dans un tapis roulé puis en le frappant à mort, ou en le faisant piétiner par des chevaux. Marco Polo indique qu'il mourut de faim (1258 a été une grande année de famine sur l'ensemble de la planète, en raison d'un été très froid, lié aux particules de soufre présentes dans la stratosphère à la suite de l'éruption du Samalas en 1257), mais aucune preuve concrète ne vient accréditer cette version ; une légende mongole raconte qu'Houlagou le fit enfermer dans une tour où se trouvaient ses trésors pour le laisser dépérir. Le califat abbasside fut donc quoi qu'il en soit dissout à la suite de la chute de Bagdad, et l'Irak ravagé, la région perdant son statut de centre politique et culturel important qu'elle avait été jusqu'alors dans l'Empire islamique.
Les petits États de la région s'empressent alors de rassurer Houlagou de leur fidélité.

#### Invasion de la Syrie et mort de Möngke
En 1259, les Mongols envahissent la Syrie, contrôlée par les Mamelouks d'Égypte ; ils envoient des patrouilles jusqu'à Gaza.

Campagne d'Houlagou en Syrie.

Le tour de l'Égypte semble venu lorsque la mort de Möngke entraîne le retrait de la majeure partie de l'armée d'Houlagou. Ce dernier souhaite bénéficier d'effectifs solides en vue d'une potentielle crise de succession entre Kubilai et son frère, Ariq Boqa, pressenti pour la succession. Cette crise de succession, appelée guerre civile toluid, s'avéra être un frein temporaire dans les ambitions militaires mongoles à l'ouest, en raison de la nécessaire convocation du Qurultay. Pour soutenir ses prétentions au trône, Kubilai convoqua de fait un qurultay en Chine, à Kaiping, où il est élu Khagan. Ce premier qurultay à se tenir en dehors de la patrie des Mongols ou de l'Asie centrale est suivi par une riposte politique d'Ariq Boqa, qui convoque son propre qurultay à Karakorum, en Mongolie, où il est proclamé Grand Khan un mois plus tard, officialisant ainsi la rivalité entre les deux frères pour le trône. Houlagou s'embarque alors depuis l'Irak pour la Mongolie afin d'assister aux qurultays.

#### La défaite du gouverneur Ketboğa à Aïn Djalout (3 septembre 1260)
Les Mongols, en raison de la guerre civile qui s'annonce à l'est, ne laissent que des effectifs limités en Syrie sous la direction du gouverneur Ketboğa. Les Mamelouks concluent alors une trêve avec les croisés et obtiennent le passage sur leur territoire, le Royaume de Jérusalem et le Comté de Tripoli ; ils avancent vers la Syrie. Les troupes de l'il-khan mongol avec à leur tête le gouverneur Ketboğa, vont à leur rencontre, avec quelques auxiliaires arméniens et géorgiens qui leur étaient inféodés, sans attendre de renforts. L'affrontement a lieu en Palestine, quelques kilomètres à l'ouest d'Afoula dans la vallée de Jezréel, à Maayan Harod (“Source d'Hérode” ; Aïn Djalout en arabe, “Source de Goliath”), le 6 septembre 1260 (25 ramadan 658 AH). Les Mongols sont sèchement vaincus. Cette première grande défaite des Mongols marque la fin de leur avance vers l'ouest et un coup d'arrêt pour les campagnes militaires d'Houlagou. Cette victoire augmente grandement le pouvoir des Mamelouks, lesquels conservèrent le contrôle de la Palestine et de la Syrie jusqu'à la conquête ottomane en 1516. L'Euphrate marqua durablement la frontière du territoire mongol.

### La succession de Möngke et les guerres civiles mongoles
En raison de la guerre civile toluid, Houlagou Khan fait d'abord chemin vers l'Orient pour soutenir Kubilai, il combat contre Alghu, placé par Ariq Boqa à la tête du khanat de Djaghataï, puis contre Berké, khan (subalterne du grand khan, le khagan, donc) de la Horde d'or, après le ralliement d'Alghu à Kubilai. La défaite des troupes mongoles face aux Mamelouks et aux chrétiens à la bataille d'Aïn Djalout obligea Houlagou à revenir au Moyen-Orient. Berké Khan, partisan d'Ariq Boqa, profita quant à lui de la victoire des Mamelouks pour envahir l'Ilkhanat d'Houlagou, déclenchant ainsi une guerre civile dans la guerre civile. La rivalité et les tensions entre Berké et Houlagou n'étaient pas totalement neuves : dans ses écrits, l'historien musulman Rashid al-Din rapporte que Berké Khan, converti à l'Islam aurait protecté auprès de Möngke Khan contre l'attaque de Bagdad, sans savoir que le Kaghan était déjà mort en Chine, se plaignant que son collège avait "saccagé toutes les villes des musulmans. Avec l'aide de Dieu, je lui demanderai des comptes pour (avoir versé) tant de sang innocent." ; c'est donc aussi par esprit de vengeance pour le sac de Bagdad que Berké s'oppose à Houlagou.
Berké avait en outre conclu alors une alliance avec les Mamelouks égyptiens contre Houlagou avant le début de la guerre civile toluid, mais ne passa à l'action qu’après la mort de ce dernier.
Kubilai, en soutien d'Houlagou, envoie une armée commandée par Abaqa pour attaquer la Horde d'Or, tandis qu'Ariq boqa envoie Nogai envahir l'Ilkhanat. Finalement, les deux camps subissent des défaites désastreuses. Houlegou prend alors la tête de son armée et marche vers le nord par le col de Derbend pour attaquer Berké. En arrivant sur les rives du Terek, il tombe dans une embuscade tendue par une armée de la Horde d'Or commandée par Nogai, et son armée est vaincue lors de la bataille de la rivière Terek (1262), durant laquelle des milliers de combattants perdent la vie, tués par les armes ou noyés lorsque la glace de la rivière cède. Houlegou se retire ensuite en Azerbaïdjan iranien pendant la fin de son règne.

### Fin du règne d'Houlagou
Il meurt le 8 février 1265 à Maragha, la capitale d'où il gouvernait en Iran. Dès sa mort, Berké marche sur l'Ilkhanat près de Tiflis, mais meurt à son tour en chemin. Alghu Khan du Khanat de Djaghataï meurt à son tour quelques mois plus tard. La mort des principaux Khans occidentaux ayant reconnu la légitimité de Kubilai et la soudaine vacance du pouvoir qui s'ensuit, réduisit le contrôle de Kubilai sur les khanats de l'ouest de l'Asie.
La tombe d'Houlegou se trouve vraisemblablement en Azerbaïdjan iranien, mais on ne connaît pas précisément son emplacement. L'île de Shahi (en), la plus grande des îles du lac d'Ourmia, est régulièrement citée comme lieu probable de sa sépulture.
Le fils d'Houlagou, Abaqa, lui succède en tant que Khan de l'Ilkhanat de Perse, fondant ainsi la dynastie des Houlagides qui règne sur le territoire connu sous le nom de khanat (ou ilkhanat) de Perse jusque dans les années 1340. Aqaba vient alors d'épouser Marie, fille de l’empereur byzantin Michel VIII Paléologue et perpétue la politique amicale à l’égard des chrétiens initiée par Houlagou, malgré la préférence de son fils pour le bouddhisme. L'ilkhanat de Perse pris progressivement ses distances avec l'Empire mongol au cours des règnes des successeurs d'Houlagou, s'éloignant des problématiques sino-mongoles du centre de l'Empire.

## Personnalité politique

### Un personnage paradoxal: le lettré et le conquérant
Houlagou est un personnage complexe. Passionné de philosophie et de science (il fonda un observatoire astronomique), échangeant des correspondances fournies avec des souverains occidentaux ou arabes, recherchant la société des gens de lettres, son image est aussi celle d'un conquérant brutal et sanguinaire, ne montrant aucune pitié lors des affrontements militaires et à la suite de ses victoires. Il fut dépeint par les sources arabes comme une bête et comme un envoyé du diable.

### Politique religieuse philo-chrétienne
Très influencé par le christianisme – sa mère, son épouse Doqouz Khatoun (Tokuz-khatoun) et plusieurs de ses collaborateurs appartiennent à l’Église nestorienne –, il n’a au cours de son règne jamais renoncé au tengrisme, religion chamanique des Mongols et de Gengis Khan. En Perse, il se montre tolérant à l’égard des musulmans, mais, emporté par la volonté de détruire toute entité politique capable de s’opposer à lui, il mène contre les métropoles sous souveraineté musulmane une guerre de destruction totale, notamment à Bagdad. Cette violence paroxystique lui vaut l'inimitié de Berké dès 1258.

### Mariages et descendance
On lui connait 5 épouses, 10 concubines et 21 enfants.

#### Epouses
- Guyuk Hatun, (décédé en Mongolie avant d'atteindre l'Iran), fille de Törölchi et de Checheyigen.
  - Jumghur, deuxième fils, (3/1234 - v.1264);
  - Bulughan Agna, épouse de Jorman Guregen, (fils de Jochi (prince Tatar, frère de Nukdan Khatun) et de Chegagan Khatun (fille de Temüge));
- Qutui Khatun, fille de Chigu Noyan et de Tümelün behi, (fille de Gengis Khan);
  - Takshin, (v.1235 - 12/9/1270);
  - Ahmad Teküder, (1247 - 10/8/1284);
  - Todogaj Khatun, épouse de Tengiz Güregen, puis en seconde noces de Sulamish (fils de Tangiz), puis en troisième noces de Chichak, (fils de Sulamish);
- Yesunchin Khatun (décédé en janvier/février 1272) – aristocrate Suldus;
  - Abaqa, premier fils, (27/2/1234 - 1/4/1282);
- Doqouz Khatoun, (? - 16/6/1265);
- Öljei Khatun – demi-sœur de Guyuk, fille de Toralchi Güregen;
  - Möngke Temür, (23/10/1256 - 26/4/1282);
  - Jamai Khatun, épouse de Jorma Güregen après le décès de sa sœur Bulughan;
  - Manggugan Khatun – épouse son cousin Chakar Güregen (fils de Buqa Timur et neveu d'Öljei Khatun), elle épouse en seconde noces Taraghai (fils de Chakar Guregen);
  - Baba Khatun – épouse de Lagzi Güregen, fils d'Arghun Aqa;

#### Concubines
- Nogachin Aghchi, une femme originaire du Cathay, du camp de Qutui Khatun;
  - Yoshmut, (v.1240 - 18/7/1271);
  - Tubshin, vice-roi du Khorassan;
- Tuqtani (ou Toqiyatai) Egechi (décédé le 20 février 1292) – sœur d'Irinjin, nièce de Dokuz Khatun;
- Boraqchin Agachi, du camp de Qutui Khatun;
  - Taraghai, (v.1240 - v.1265);
    - Baïdou, (1255/6 - 4/10/1295);
    - Eshil, épouse de Tuq Temür puis du frère de celui-ci (fils d'Abdullah Aqa, un général d'Abaqa);
- Arighan Agachi (décédé le 8 février 1265) – fille de Tengiz Güregen; du camp de Qutui Khatun;
  - Ajai, (décédé en février 1265), vice-roi d'Anatolie;
    - Ildar, (exécuté sur ordre de Ghazan en 1296);
- Ajuja Agachi, une Chinoise, du camp de Dokuz Khatun;
  - Qonqurtai, (v.1255 - 18/1/1284);
- Yeshichin Agachi, de la maison aristocratique des Kür'lüüt, du camp de Qutui Khatun;
  - Yesüder – Vice-roi du Khorasan durant le règne d'Abaqa;
    - une fille, épouse de Esen Buqa Güregen, fils de Noqai Yarghuchi;
    - Khabash, fils posthume;
- El Agachi – une Khongirad, du camp de Dokuz Khatun;
  - Hulachu, exécuté par Arghun en octobre 1289;
    - Suleiman, exécuté avec son père;
    - Kuchuk, (décédé jeune);
    - Khoja, (décédé jeune);
    - Qutluq Buqa, (décédé jeune);
    - 3 filles;

  - Shiba'uchi (décédé en 1282);
- Irqan Agachi;
  - Taraghai Khatun – épouse de Taghai Timur (renommé Musa), (fils de Shigu Güregen et de Temülun Khatun (fille de Genghis Khan));
- Mangligach Agachi;
  - Qutluqqan Khatun – épouse de Yesu Buqa Güregen, fils de Urughtu Noyan, aristocrate Dörben, épouse en seconde noces Tukel, fils de Yesu Buqa;
- une concubine du camp de Qotui khatun;
  - Toqai Timur, décédé en 1289;
    - Qurumushi
    - Hajji[20]

### Arbre généalogique d'Houlagou
Les numéros sont ceux de l'ordre de succession.
- Yesügei (mort en 1171)
  - Gengis Khan (vers 1162-1227)
    - Tolui (vers 1192-1232) ép. Sorgaqtani
      - (1) Houlagou (vers 1218-1265) ép. Doqouz Khatoun
        - (2) Abaqa (vers 1234-1282)
          - (4) Arghoun (vers 1258-1291)
            - (7) Mahmud Ghazan (1271-1304)
            - (8) Oldjaïtou (1280-1316)
              - (9) Abu Saïd Bahadur (1305-1335)
              - Dowlandî Khatun (morte en 1314) ép. Chupan
              - Sati Beg (morte en 1345) ép. Chupan puis Arpa Ka'on puis Sulayman

            - (5) Ghaykhatou (mort en 1295)
              - Alafrang
                - (16) Jahan Temür

            - Yol Kutlul
              - (12) Muhammad (mort en 1338)

            - X
              - (15) Sulayman

        - (3) Teküder (mort en 1284)
        - Taraghay
          - (6) Baïdou (mort en 1295)
            - Ali
              - (11) Musa (en)

      - Ariq Boqa (mort en 1266)
        - Malik Temür
          - Mingoan
            - Susa
              - (10) Arpa Ka'on (mort en 1336)

  - Jöchi Khasar
    - …
      - (13) Togha Temür
        - (17) Luqman